# Casanova del Bach
La Casanova del Bach és una masia d'Oristà (Lluçanès) inclosa a l'Inventari del Patrimoni Arquitectònic de Catalunya.

## Descripció
Masia de planta rectangular allargada, planta baixa i pis, amb un cos sobresortint a mitja façana. Els murs estan fets de pedres irregulars i morter. A un extrem de la casa hi ha una doble arcada en cantonada que permet veure la volta de la planta baixa. Totes les finestres i portes estan fetes amb pedres tallades a la llinda, els brancals i els ampits.